# Schoenus achaetus
Schoenus achaetus là loài thực vật có hoa trong họ Cói. Loài này được (T.Koyama) T.Koyama miêu tả khoa học đầu tiên năm 1978.